# Arthur Useldinger
Arthur Useldinger   (Esch-sur-Alzette, 8 de juliol de 1904 - Esch-sur-Alzette, 15 de març de 1978) fou un polític luxemburguès, membre del Partit Comunista de Luxemburg. Useldinger va ser alcalde d'Esch-sur-Alzette durant dos mandats: el primer, després del final de la Segona Guerra Mundial i el segon, a la dècada de 1970, ambdós en coalició amb el Partit Socialista dels Treballadors. És recordat com l'alcalde d'Esch-sur-Alzette més popular de l'etapa de la postguerra. A més, Useldinger va ser membre de la Cambra de Diputats durant vint-i-cinc anys entre la guerra i la seva mort (1945-1958, 1959-1968 i 1969-1978). Arthur Useldinger era el marit d'Yvonne Useldinger des de 1940.